# Нафтопровід Баку — Супса
Нафтопровід «Баку — Супса» (також відомий як WREP — Western Route Export Pipeline) — трубопровід для транспортування каспійської нафти від терміналу Сангачал поблизу Баку на Каспії до грузинського порту Супса, розташованого на березі Чорного моря. Офіційне урочисте відкриття нафтопроводу відбулося 17 квітня 1999 року на нафтовому терміналі Супса. Оператором нафтопроводу є Азербайджанська міжнародна операційна компанія (AIOC).

## Історія

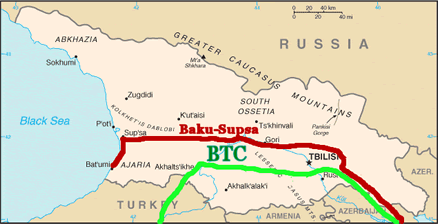
Схема нафтепроводів «Баку — Супса» і «Баку — Тбілісі — Джейхан» на території Грузії

Нафтопровід «Баку — Супса» був побудований для транспортування сирої нафти з морського родовища Чираг в рамках контракту на розробку родовищ Азері — Чираг — Гюнешлі згідно з угодою про розподіл продукції між Державною нафтовою компанією Азербайджанської Республіки і групою іноземних компаній, серед яких найбільшу частку мала British Petroleum. Договір був підписаний 20 вересня 1994 року.
Однією з причин утворення союзу пострадянських держав ГУАМ — Грузії, України, Азербайджану і Молдови — було намагання обійти російську монополію на транспортування каспійської нафти. 8 березня 1996 Президент Азербайджану Гейдар Алієв і Президент Грузії Едуард Шеварднадзе в Тбілісі дійшли згоди про прокладку нафтопроводу «Баку — Супса». У тристоронньому договорі, підписаному компаніями Amoco, SOCAR і урядом Грузії, передбачалася транспортування ним азербайджанської нафти, отриманої з родовищ «Азері», «Чираг» і «Гюнешлі».
Протяжність нафтопроводу становить 837 км, у тому числі 775 км нового трубопроводу діаметром 21 дюйм (530 мм) і 55 км реабілітованого трубопроводу. Пропускна спроможність трубопроводу становить понад 7 млн тонн нафти на рік (145 тис. барелів на день). Оператором трубопроводу є компанія British Petroleum.
17 квітня 1999 нафтопроводом розпочалося транспортування нафти. Однією з основних його переваг, крім того що траса трубопроводу прокладена в обхід Росії, яка до того була монополістом з транзиту азербайджанської нафти, є те, що азербайджанська нафта марки Azeri Light в чистому вигляді почала надходити на світові ринки. Крім того, вартість транспортування нафти в Супсу була і залишається нижчою, ніж пропонована російським монополістом ціна прокачки нафтопроводом «Баку — Новоросійськ». Зокрема на початок експлуатації вона складала 3,14 доларів США, а в новоросійському напрямку — 15,67 доларів.
«Баку — Супса» з обсягом прокачки 6 мільйонів тонн, разом з нафтопроводом «Баку — Новоросійськ», через який перекачують 2,5 мільйони тонн, є головними маршрутами транспортування каспійської нафти до інших країн.
У листопаді 2006 року «Баку — Супса» призупинив прокачку нафти для ремонту і модернізації трубопровода, які тривали майже два роки. 6 червня 2008 нафтопровід відновив свою роботу. Але не надовго. 1 серпня 2008 збройне протистояння в Південній Осетії, поруч з якою проходить нитка нафтопроводу, переросло в пряму військову агресію Росії проти Грузії. Через ці події, в цілях обережності, 14 серпня робота нафтопроводу знову була припинена ще на місяць.
Росія і маріонеткова самопроголошена у 2008 році Південна Осетія постійно використовують з метою дестабілізації обстановки те, що одна з ділянок магістралі знаходиться в безпосередній близькості від зони конфлікту. 10 червня 2015 року російські прикордонники перенесли прикордонні знаки вглиб території Грузії на 500 метрів в регіоні Шида Картлі, внаслідок чого частина нафтопроводу, близько півтора кілометри між селами Хурвалеті і Орчосані, опинилася на південноосетинській території.  
У 2016 році British Petroleum інвестувала 150 мільйонів доларів в модернізацію нафтопроводу і покращення його екологічних стандартів.